# Saison 2 de Dallas (2012)
Chronologie
Saison 1 Saison 3
Cet article présente les épisodes de la deuxième saison de la série télévisée Dallas 2012.

## Panorama des saisons
| Saison | Saison | Épisodes | Diffusion       | Diffusion     | Sortie DVD      | Sortie DVD     | Sortie DVD |
| Saison | Saison | Épisodes | Début de saison | Fin de saison | Zone 1          | Zone 2         | Zone 4     |
| ------ | ------ | -------- | --------------- | ------------- | --------------- | -------------- | ---------- |
|        | 2      | 15       | 28 janvier 2013 | 15 avril 2013 | 11 février 2014 | 7 octobre 2013 | NC         |

## Distribution

### Acteurs principaux
- Jesse Metcalfe (VF : Emmanuel Garijo) : Christopher Ewing
- Josh Henderson (VF : Axel Kiener) : John Ross Ewing III
- Jordana Brewster (VF : Laëtitia Lefebvre) : Elena Ramos
- Julie Gonzalo (VF : Olivia Dalric) : Pamela Rebecca Barnes Ewing
- Brenda Strong (VF : Françoise Cadol) : Ann Ewing
- Patrick Duffy (VF : Philippe Ogouz) : Bobby Ewing
- Linda Gray (VF : Évelyne Séléna) : Sue Ellen Ewing
- Larry Hagman (VF : Dominique Paturel) : J.R. Ewing
- Mitch Pileggi (VF : José Luccioni) : Harris Ryland[1]
- Emma Bell (VF : Victoria Grosbois) : Emma Brown[2]

### Acteurs récurrents et invités
- Ken Kercheval (VF : Bernard Woringer) : Cliff Barnes (8 épisodes)
- Steve Kanaly (VF : Richard Leblond) : Ray Krebbs (épisode 8)
- Audrey Landers (VF : Françoise Pavy) : Afton Cooper (épisode 10)
- Judith Light (VF : Monique Thierry) : Judith Brown Ryland[3] (8 épisodes)
- Ted Shackelford (VF : Michel Paulin) : Gary Ewing[4] (épisodes 7, 8 et 9)
- Joan Van Ark : Valene Clements Ewing[4] (épisode 9)
- Kuno Becker : Andres "Drew" Ramos[5] (9 épisodes)
- Annie Wersching (VF : Laurence Dourlens) : Alison Jones[6] (épisodes 4, 7, 9 et 10)
- Charlene Tilton (VF : Françoise Vallon) : Lucy Ewing Cooper[7] (épisodes 8 et 9)
- Deborah Shelton : Mandy Winger[8] (épisode 8)
- Cathy Podewell : Cally Harper[8] (épisode 8)
- Lee Majors (VF : Paul Borne) : Ken Richards[9] (épisodes 10, 11 et 13)
- Steven Weber (VF : Cyrille Monge) : Gouverneur Sam McConaughey[10] (épisodes 11 à 14)

## Épisodes

### Épisode 1:Le Choix des armes
- États-Unis : 28 janvier 2013 sur TNT
- Belgique : 11 juillet 2013 sur La Une
- France : 4 septembre 2013 sur NT1
- Québec : 15 avril 2015 sur TVA

- États-Unis : 2,98 millions de téléspectateurs[11]
- France : 509 000 téléspectateurs[12] (première diffusion)

### Épisode 2:Pacte avec le diable
- États-Unis : 28 janvier 2013 sur TNT
- Belgique : 11 juillet 2013 sur La Une
- France : 4 septembre 2013 sur NT1
- Québec : 22 avril 2015 sur TVA

- États-Unis : 2,98 millions de téléspectateurs[11]
- France : 523 000 téléspectateurs[12] (première diffusion)

### Épisode 3:Prêtes à tout
- États-Unis : 4 février 2013 sur TNT
- Belgique : 11 juillet 2013 sur La Une
- France : 4 septembre 2013 sur NT1
- Québec : 29 avril 2015 sur TVA

- États-Unis : 2,23 millions de téléspectateurs[13]
- France : 517 000 téléspectateurs[12] (première diffusion)

### Épisode 4:Descente aux enfers
- États-Unis : 11 février 2013 sur TNT
- Belgique : 18 juillet 2013 sur La Une
- France : 11 septembre 2013 sur NT1
- Québec : 6 mai 2015 sur TVA

- États-Unis : 2,41 millions de téléspectateurs[14]
- France : 544 000 téléspectateurs[15] (première diffusion)

### Épisode 5:L'Heure des aveux
- États-Unis : 18 février 2013 sur TNT
- Belgique : 18 juillet 2013 sur La Une
- France : 11 septembre 2013 sur NT1
- Québec : 13 mai 2015 sur TVA

- États-Unis : 2,51 millions de téléspectateurs[16]
- France : 532 000 téléspectateurs[15] (première diffusion)

### Épisode 6:L'Union fait la force
- États-Unis : 25 février 2013 sur TNT
- Belgique : 18 juillet 2013 sur La Une
- France : 11 septembre 2013 sur NT1
- Québec : 20 mai 2015 sur TVA

- États-Unis : 2,55 millions de téléspectateurs[17]
- France : 587 000 téléspectateurs[15] (première diffusion)

### Épisode 7:Que le meilleur gagne
- États-Unis : 4 mars 2013 sur TNT
- Belgique : 25 juillet 2013 sur La Une
- France : 18 septembre 2013 sur NT1
- Québec : 27 mai 2015 sur TVA

- États-Unis : 2,79 millions de téléspectateurs[18]
- France : 662 000 téléspectateurs[19] (première diffusion)

- Ted Shackelford (Gary Ewing)

- Épisode de la mort de J.R. Ewing
- Le titre en VO est une référence au film The Fast and The Furious, se déroulant souvent dans le milieu des courses automobiles.

### Épisode 8:Inoubliable J.R
- États-Unis : 11 mars 2013 sur TNT
- Belgique : 25 juillet 2013 sur La Une
- France : 18 septembre 2013 sur NT1
- Québec : 3 juin 2015 sur TVA

- États-Unis : 3,56 millions de téléspectateurs[20]
- France : 658 000 téléspectateurs[19] (première diffusion)

- Ted Shackelford (Gary Ewing)
- Steve Kanaly (Ray Krebbs)
- Deborah Shelton (Mandy Winger)
- Cathy Podewell (Cally Harper)
- Charlene Tilton (Lucy Ewing Cooper)

### Épisode 9:Le Testament
- États-Unis : 18 mars 2013 sur TNT
- Belgique : 1er août 2013 sur La Une
- France : 18 septembre 2013 sur NT1
- Québec : 10 juin 2015 sur TVA

- États-Unis : 2,67 millions de téléspectateurs[21]
- France : 600 000 téléspectateurs[19] (première diffusion)

- Ted Shackelford (Gary Ewing)
- Joan Van Ark (Valene Ewing)
- Charlene Tilton (Lucy Ewing Cooper)

### Épisode 10:Dommages collatéraux
- États-Unis : 25 mars 2013 sur TNT
- Belgique : 1er août 2013 sur La Une
- France : 25 septembre 2013 sur NT1
- Québec : 17 juin 2015 sur TVA

- États-Unis : 2,61 millions de téléspectateurs[22]
- France : 629 000 téléspectateurs[23] (première diffusion)

- Audrey Landers (Afton Cooper)
- Lee Majors (Ken Richards)

### Épisode 11:L'Étau se resserre
- États-Unis : 1er avril 2013 sur TNT
- Belgique : 8 août 2013 sur La Une
- France : 25 septembre 2013 sur NT1
- Québec : 24 juin 2015 sur TVA

- États-Unis : 2,603 millions de téléspectateurs[24]
- France : 617 000 téléspectateurs[23] (première diffusion)

- Steven Weber (Gouverneur Sam McConaughey)
- Lee Majors (Ken Richards)

3 semaines après

### Épisode 12:Pour quelques millions de dollars
- États-Unis : 8 avril 2013 sur TNT
- Belgique : 8 août 2013 sur La Une
- France : 25 septembre 2013 sur NT1
- Québec : 1er juillet 2015 sur TVA

- États-Unis : 1,94 million de téléspectateurs[25]
- France : 606 000 téléspectateurs[23] (première diffusion)

### Épisode 13:Le Sens de la famille
- États-Unis : 8 avril 2013 sur TNT
- Belgique : 15 août 2013 sur La Une
- France : 2 octobre 2013 sur NT1
- Québec : 8 juillet 2015 sur TVA

- États-Unis : 2,44 millions de téléspectateurs[25]
- France : 539 000 téléspectateurs[26] (première diffusion)

### Épisode 14:La Guerre des clans
- États-Unis : 15 avril 2013 sur TNT
- Belgique : 15 août 2013 sur La Une
- France : 2 octobre 2013 sur NT1
- Québec : 15 juillet 2015 sur TVA

- États-Unis : 2,822 millions de téléspectateurs[27]
- France : 600 000 téléspectateurs[26] (première diffusion)

### Épisode 15:Dernières volontés
- États-Unis : 15 avril 2013 sur TNT
- Belgique : 22 août 2013 sur La Une
- France : 2 octobre 2013 sur NT1
- Québec : 22 juillet 2015 sur TVA

- États-Unis : 2,992 millions de téléspectateurs[27]
- France : 650 000 téléspectateurs[26] (première diffusion)
- Québec : 543 000 téléspectateurs[28] (première diffusion + différé 7 jours)

Rien ne va plus à Dallas ! Christopher apprend que sa mère est réellement morte ! Il obtient 1/3 des parts de Barnes Global. Ce n'est pas assez pour prendre le pouvoir de Barnes Global mais Pamela se rejoint à eux et ils détiennent alors 2/3 des parts de Barnes Global. Cliff devient minoritaire et perd sa société et Ewing Energies. Il est d'ailleurs victime de la famille Ewing qui arrive à le faire emprisonner pour le meurtre de J.R. qu'il n'a pas commis. En effet J.R. avait un cancer. Il a demandé à Bum de le tuer. Bum a accepté en fidèle ami. Drew est en toujours en cavale. Il a réussi à faire emprisonner Roy. Roy se fait tuer sur ordre de Barnes juste avant que celui-ci ne se fasse emprisonner au Mexique. Cliff Barnes avait aussi payé l'infirmière et le mari de Pamela pour qu'il ne se manifeste pas. Emprisonné, Cliff Barnes demande à Elena de venir à la prison du Mexique. Il lui révèle que J.R. a volé les terres de son père qui contenaient du pétrole. Elena veut se venger. Depuis que Chris a appris qu'Elena savait où se cachait Drew, Chris refuse de lui parler. Elena va rejoindre un certain Joaquin, un ami d'enfance. Quant à John Ross, il trompe Pamela avec Emma pour obtenir des faveurs !

## Audiences
| Épisode | Titre original           | Titre en français                 | Chaîne | Date de diffusion originale | Audiences | PDM sur les 18/49 ans | Audiences en France | PDM en France |
| ------- | ------------------------ | --------------------------------- | ------ | --------------------------- | --------- | --------------------- | ------------------- | ------------- |
| 1       | Battle Lines             | Le choix des armes                | TNT    | 28 janvier 2013             | 2.98      | 0.8                   | 509 000             | 2,1 %         |
| 2       | Venomous Creatures       | Pacte avec le diable              | TNT    | 28 janvier 2013             | 2.98      | 0.8                   | 523 000             | 2,3 %         |
| 3       | Sins of the Father       | Prêtes à tout                     | TNT    | 4 février 2013              | 2.23      | 0.6                   | 517 000             | 3,2 %         |
| 4       | False Confessions        | Descente aux enfers               | TNT    | 11 février 2013             | 2.41      | 0.8                   | 544 000             | 2,1 %         |
| 5       | Trial and Error          | L'heure des aveux                 | TNT    | 18 février 2013             | 2.51      | 0.7                   | 532 000             | 2,2 %         |
| 6       | Blame Game               | L'union fait la force             | TNT    | 25 février 2013             | 2.55      | 0.7                   | 587 000             | 3,5 %         |
| 7       | The Furious and the Fast | Que le meilleur gagne             | TNT    | 4 mars 2013                 | 2.79      | 0.7                   | 662 000             | 2,5 %         |
| 8       | J.R.'s Masterpiece       | Inoubliable J.R                   | TNT    | 11 mars 2013                | 3.56      | 0.9                   | 658 000             | 2,7 %         |
| 9       | Ewings Unite!            | Le testament                      | TNT    | 18 mars 2013                | 2.67      | 0.8                   | 600 000             | 3,7 %         |
| 10      | Guilt & Innocence        | Dommages collatéraux              | TNT    | 25 mars 2013                | 2.61      | 0.7                   | 629 000             | 2,4 %         |
| 11      | Let Me In                | L'étau se resserre                | TNT    | 1er avril 2013              | 2.603     | 0.8                   | 617 000             | 2,6 %         |
| 12      | A Call to Arms           | Pour quelques millions de dollars | TNT    | 8 avril 2013                | 1.94      | 0.7                   | 606 000             | 3,7 %         |
| 13      | Love & Family            | Le sens de la famille             | TNT    | 8 avril 2013                | 2.44      | 0.8                   | 539 000             | 2,1 %         |
| 14      | Guilt by Association     | La guerre des clans               | TNT    | 15 avril 2013               | 2.822     | 0.8                   | 600 000             | 2,5 %         |
| 15      | Legacies                 | Dernières volontés                | TNT    | 15 avril 2013               | 2.992     | 0.9                   | 650 000             | 3,5 %         |